# Liste der Monuments historiques in Saint-Seine-l’Abbaye
Die Liste der Monuments historiques in Saint-Seine-l’Abbaye führt die Monuments historiques in der französischen Gemeinde Saint-Seine-l’Abbaye auf.

## Liste der Immobilien
| Bezeichnung                | Beschreibung                                   | Standort                   | Kennzeichnung | Schutzstatus | Datum | Bild           |
| -------------------------- | ---------------------------------------------- | -------------------------- | ------------- | ------------ | ----- | -------------- |
| Fontaine de la Samaritaine | Brunnen, 18. Jahrhundert                       | Place de l’Eglise (Lage)   | PA00112641    | Classé       | 1914  | weitere Bilder |
| Kirche St-Seine            | ehemalige Abteikirche, 13. und 14. Jahrhundert | Place de l’Eglise (Lage)   | PA00112640    | Classé       | 1862  | weitere Bilder |
| Abtshaus                   | aus dem 17. oder 18. Jahrhundert               | 3 place de l’Eglise (Lage) | PA00112642    | Inscrit      | 1928  |                |

## Liste der Objekte
| Bezeichnung                                                                      | Beschreibung                                                                                       | Standort                      | Kennzeichnung | Schutzstatus | Datum | Bild           |
| -------------------------------------------------------------------------------- | -------------------------------------------------------------------------------------------------- | ----------------------------- | ------------- | ------------ | ----- | -------------- |
| Glocke                                                                           | Bronze, 1630 gegossen                                                                              | in der Kirche St-Seine (Lage) | PM21002047    | Classé       | 1840  |                |
| Pietà                                                                            | Kalkstein, 16. Jahrhundert                                                                         | in der Kirche St-Seine (Lage) | PM21002048    | Classé       | 1907  | weitere Bilder |
| Wandgemälde Leben des heiligen Sequanus                                          | bezeichnet 1504                                                                                    | in der Kirche St-Seine (Lage) | PM21002049    | Classé       | 1908  | weitere Bilder |
| Skulptur Kopf einer Madonna                                                      | Kalkstein, 15. Jahrhundert                                                                         | in der Kirche St-Seine (Lage) | PM21002050    | Classé       | 1910  |                |
| Skulptur einer Heiligen                                                          | Kalkstein, erste Hälfte des 16. Jahrhunderts                                                       | in der Kirche St-Seine (Lage) | PM21002051    | Classé       | 1910  | weitere Bilder |
| Skulptur Heilige Fides                                                           | Kalkstein, 16. Jahrhundert                                                                         | in der Kirche St-Seine (Lage) | PM21002052    | Classé       | 1910  | weitere Bilder |
| Grabstein für Richard de Jaucourt                                                | Kalkstein, bezeichnet 1340                                                                         | in der Kirche St-Seine (Lage) | PM21002053    | Classé       | 1913  | weitere Bilder |
| Grabstein für Pierre de Lugny                                                    | Kalkstein, bezeichnet 1342                                                                         | in der Kirche St-Seine (Lage) | PM21002054    | Classé       | 1913  | weitere Bilder |
| Grabstein für Eudes de Bèze                                                      | Kalkstein, bezeichnet 1419                                                                         | in der Kirche St-Seine (Lage) | PM21002055    | Classé       | 1913  | weitere Bilder |
| Grabstein für Jean de Chaudenay-Blaisy                                           | Kalkstein, bezeichnet 1419                                                                         | in der Kirche St-Seine (Lage) | PM21002056    | Classé       | 1913  | weitere Bilder |
| Grabstein für Berholemier de Larchant                                            | Kalkstein, bezeichnet 1450                                                                         | in der Kirche St-Seine (Lage) | PM21002057    | Classé       | 1913  | weitere Bilder |
| Grabstein für Henry de Bar                                                       | Kalkstein, bezeichnet 1469                                                                         | in der Kirche St-Seine (Lage) | PM21002058    | Classé       | 1913  |                |
| Grabstein für Philibert du Verne, Philibert du Verne und Philibert de Tholonjean | Kalkstein, bezeichnet 1476, 1477 und 1608                                                          | in der Kirche St-Seine (Lage) | PM21002059    | Classé       | 1913  | weitere Bilder |
| Grabstein für Pierre de Fontette                                                 | Kalkstein, bezeichnet 1489                                                                         | in der Kirche St-Seine (Lage) | PM21002060    | Classé       | 1913  | weitere Bilder |
| Grabstein für Claude de Damas                                                    | Kalkstein, bezeichnet 1494                                                                         | in der Kirche St-Seine (Lage) | PM21002061    | Classé       | 1913  | weitere Bilder |
| Grabstein für Louis de Rochequin                                                 | Kalkstein, bezeichnet 1525                                                                         | in der Kirche St-Seine (Lage) | PM21002062    | Classé       | 1913  | weitere Bilder |
| Grabstein für Perrin de Reugney                                                  | Kalkstein, bezeichnet 1342                                                                         | in der Kirche St-Seine (Lage) | PM21002063    | Classé       | 1914  |                |
| Grabstein für Hugues de Ternay                                                   | Kalkstein, bezeichnet 1515                                                                         | in der Kirche St-Seine (Lage) | PM21002064    | Classé       | 1914  |                |
| Grabstein für Nicolas Contet                                                     | Kalkstein, bezeichnet 1669                                                                         | in der Kirche St-Seine (Lage) | PM21002065    | Classé       | 1914  |                |
| Skulpturengruppe Mariä Verkündigung                                              | Kalkstein, farbig gefasst, erste Hälfte des 15. Jahrhunderts, aus der Werkstatt von Claus de Werve | in der Kirche St-Seine (Lage) | PM21002066    | Classé       | 1966  |                |
| Skulptur eines Bischofs                                                          | Kalkstein, farbig gefasst, 16. Jahrhundert                                                         | in der Kirche St-Seine (Lage) | PM21002067    | Classé       | 1966  |                |
| Skulptur Madonna mit Kind                                                        | Holz, farbig gefasst, zweite Hälfte des 18. Jahrhunderts                                           | in der Kirche St-Seine (Lage) | PM21002068    | Classé       | 1966  | weitere Bilder |
| Gemälde Kreuzerhöhung durch Herakleios                                           | Ölfarbe auf Leinwand, bezeichnet 1718                                                              | in der Kirche St-Seine (Lage) | PM21002069    | Classé       | 1966  | weitere Bilder |
| Gemälde Kreuzauffindung                                                          | Ölfarbe auf Leinwand, bezeichnet 1718                                                              | in der Kirche St-Seine (Lage) | PM21002070    | Classé       | 1966  | weitere Bilder |
| Gemälde Heilung eines Kranken durch das wahre Kreuz                              | Ölfarbe auf Leinwand, bezeichnet 1718                                                              | in der Kirche St-Seine (Lage) | PM21002071    | Classé       | 1966  | weitere Bilder |
| Sarkophag                                                                        | Kalkstein, gallo-römisch                                                                           | 17 rue Carnot (Lage)          | PM21002072    | Classé       | 1931  |                |
| Relief Sirene                                                                    | Kalkstein, 12. Jahrhundert                                                                         | 16 rue Basse (Lage)           | PM21002073    | Classé       | 1931  |                |